# Триплутонийсвинец
Триплутонийсвинец — бинарное неорганическое соединение
плутония и свинца
с формулой PbPu3,
кристаллы.

## Получение
- Сплавление стехиометрических количеств чистых веществ:

{\displaystyle {\mathsf {3Pu+Pb\ {\xrightarrow {896^{o}C}}\ PbPu_{3}}}}

## Физические свойства
Триплутонийсвинец образует кристаллы
кубической сингонии,
пространственная группа P m3m,
параметры ячейки a = 0,4737 нм, Z = 1,
структура типа тримедьзолота AuCu3
.
Соединение образуется перитектической реакции при температуре 896°С.

## Химические свойства
- Разлагается при нагревании:

{\displaystyle {\mathsf {3PbPu_{3}\ {\xrightarrow {>896^{o}C}}\ Pb_{3}Pu_{5}+4Pu}}}